# Shin Yeong-eun
Shin Yeong-eun (ur. 22 sierpnia 1987) – koreańska wioślarka, reprezentantka Korei w wioślarskiej jedynce podczas Letnich Igrzysk Olimpijskich w Pekinie.

## Osiągnięcia
- Mistrzostwa Świata – Eton 2006 – dwójka podwójna – 15. miejsce[1].
- Mistrzostwa Świata – Monachium 2007 – dwójka podwójna – 11. miejsce[1].
- Igrzyska Olimpijskie – Pekin 2008 – jedynka – 20. miejsce[1].
- Mistrzostwa Świata – Poznań 2009 – jedynka – 17. miejsce[1].